# Barrio Ejército de los Andes
El barrio Ejército de los Andes, conocido popularmente como el Fuerte Apache, es un complejo habitacional que se encuentra, en su mayor parte, en el sector norte de la localidad de Ciudadela. Su sector más oriental pertenece a José Ingenieros. Este barrio se encuentran a 0,7 km de su acceso más cercano a la Ciudad Autónoma de Buenos Aires y limita con las localidades de Caseros y José Ingenieros, en la zona oeste del área metropolitana de Buenos Aires.
Según el censo de 2001, en estas 30 ha donde funcionan almacenes en los pisos altos, a veces se levantan paredes en los palieres de entrada y hasta los pasillos llevan reja, y había 4 657 viviendas habitadas por alrededor de 35 000 personas.
El barrio surgió a fines del gobierno de facto de la Revolución Argentina, como parte del plan de erradicación de villas de emergencia comenzado en 1968, con el propósito de reubicar a los habitantes de la Villa 31 de Retiro.

## Historia
Se realizó a comienzos del año 1962 un concurso organizado por la Secretaría de Estado de Vivienda para construir 960 viviendas, en donde el proyecto ganador fue el del Estudio STAFF, conformado por los arquitectos Ángela Teresa Bielus, Jorge Goldemberg y Olga Wainstein-Krasuk y la empresa constructora Seidman y Bonder SCA. El Estudio STAFF también ganó los concursos de los conjuntos urbanos de Morón y La Matanza (Ciudad Evita). Las obras comenzaron a mediados del mismo año.
A mediados de 1971 el Estado adquirió un terreno adyacente, y convocó nuevamente a concurso de proyectos para hacer 2 400 viviendas, saliendo ganador nuevamente el del Estudio STAFF, y unificándose ambos conjuntos con el nombre de «Conjunto urbano Ciudadela I y II». 
Se construyeron trece nudos, cada uno compuesto por tres edificios de diez pisos y un tanque de agua. La primera tanda de personas ocupó sus departamentos en mayo de 1973, al tiempo que Héctor Cámpora asumía la presidencia. Sus habitantes llamaron al barrio Padre Carlos Mugica en honor al cura tercermundista asesinado en mayo de 1974 que había trabajado en la Villa 31. Los traslados continuaron durante el siguiente año, con camiones del Ejército Nacional que trasladaban a las familias y sus pertenencias al conjunto de edificios, mientras operarios demolían las casillas.
El conjunto creció en etapas, siendo la más importante la que se gestó hacia 1978 como parte de los preparativos para el Mundial de Fútbol Argentina 1978, con la reubicación de más pobladores de las villas miseria porteñas en nuevas construcciones de tres pisos denominadas tiras. El intendente de facto Osvaldo Cacciatore llevó adelante un completo plan de erradicación de villas de las zonas cercanas a los estadios donde se jugarían los partidos y zonas de interés turístico. El crecimiento demográfico del barrio llevó la población a niveles que triplicaron los 22.000 habitantes para los cuales estaba preparado el conjunto.
En 1976 se oficializó el nombre del complejo habitacional como «barrio Ejército de los Andes», nombre que quedó en el olvido cuando el periodista José de Zer, transmitiendo una nota en medio de un tiroteo, lo rebautizó como «Fuerte Apache». Este nombre se usa frecuentemente en medios periodísticos sensacionalistas, tanto que se ha llegado a popularizar, y conocer al barrio con este nombre. En los últimos años, con el objetivo de quitar los estigmas negativos, se ha empezado a reivindicar el nombre real (Barrio Ejército de Los Andes).
El 2 de noviembre de 2000 los nudos 8 y 9 fueron demolidos mediante una implosión controlada. Años antes se había descubierto que las estructuras corrían peligro de derrumbe.

## Características

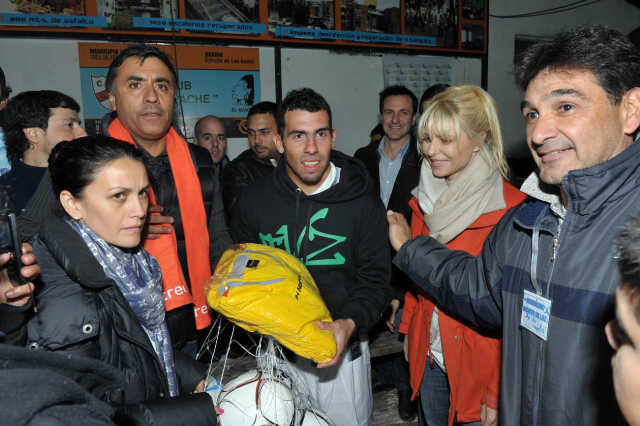
Carlos Tévez y Karina Rabolini en el barrio Ejército de los Andes.

Es uno de los barrios más grandes del país: posee aproximadamente unas veinticinco torres en las cuales habitan más de un centenar de personas en cada una. Dentro del barrio funcionan tres jardines de infantes, 3 escuelas de educación primaria, dos de educación secundaria y una escuela para adultos que no terminaron la escuela primaria. En el barrio hay, además, una capilla y tres iglesias evangélicas. Apenas el 8,37 % de la gente del barrio está entre los quince y los diecinueve años y las estadísticas sentencian que de los 1 825 chicos que hoy tienen entre nueve y catorce, 340 desaparecerán al cumplir de quince a diecinueve. También hay centros de reunión donde se debaten ideas para mejorar la estructura del barrio. Pasos de fútbol, Mi Refugio, El Triángulo y Santa Clara, son algunos de los equipos que juegan campeonatos barriales para ayudar a los jóvenes a mantenerse alejados de la delincuencia. En uno de esos equipos hizo sus primeros pasos el futbolista reconocido internacionalmente Carlos Tévez previo a que allegados al Club Atlético All Boys descubran sus características.
Existen conexiones del barrio hacia los cuarteles militares de Ciudadela, que fueron usados por los militares en el golpe de Estado de 1976. Los cuarteles de Ciudadela fueron clave y fundamentales para la defensa de Buenos Aires ante las Invasiones Inglesas de 1807. Hoy por hoy sólo quedan en el cuartel sectores alquilados a empresas de transporte público, un museo del Ejército Argentino y un hipermercado de la firma Coto. En la actualidad, el barrio es custodiado por Gendarmería Nacional Argentina debido al alto índice delictivo y las múltiples actividades ilícitas vinculadas al narcotráfico.